# Neuer Weg 2 (Quedlinburg)

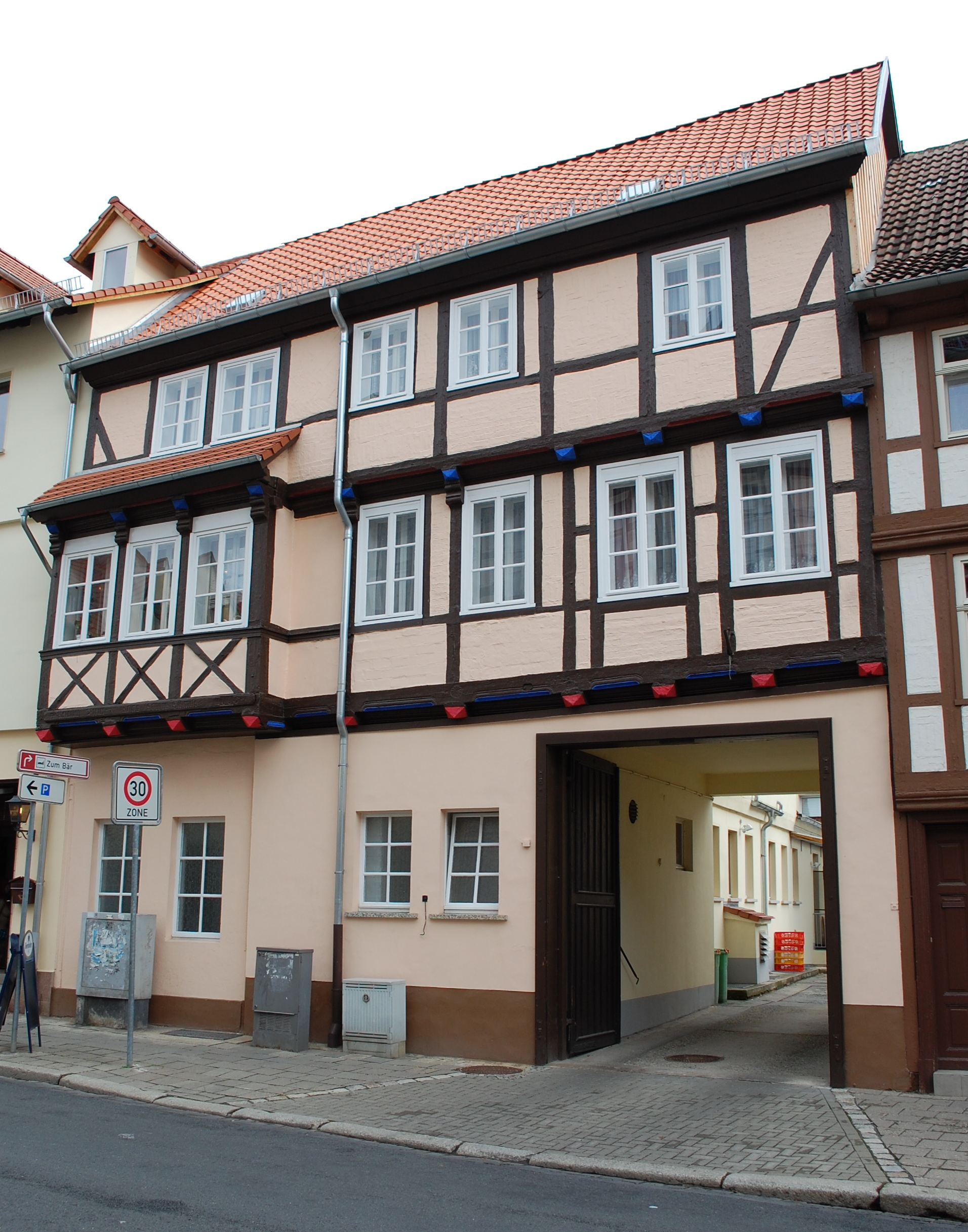
Haus Neuer Weg 2

Das Haus Neuer Weg 2 ist ein denkmalgeschütztes Gebäude in Quedlinburg in Sachsen-Anhalt.

## Lage
Das im Quedlinburger Denkmalverzeichnis als Ackerbürgerhaus eingetragene Gebäude befindet sich südlich der historischen Quedlinburger Altstadt. Südlich grenzt das gleichfalls denkmalgeschützte Haus Neuer Weg 3 an.

## Architektur und Geschichte
Das dreigeschossige Fachwerkhaus entstand nach einer allerdings erst nachträglich aufgebrachten Datierung im Jahr 1665. An der nördlichen Haushälfte befindet sich im ersten Obergeschoss ein Erker. Dieser ist mit einer Inschrift versehen, wonach das Haus für Heinrich Breuer und Sophia Schmils errichtet wurde. Die Fachwerkfassade ist mit profilierten Füllhölzern verziert. An der Stockschwelle des ersten Obergeschosses befinden sich Kerbschnitt und Schiffskehle. Die Schwelle des zweiten Obergeschosses ist mit einer Fasung und Knaggen geschmückt. Darüber hinaus sind am Haus auch Pyramidenbalkenköpfe vorhanden.